# (6421) 1993 XS1
(6421) 1993 XS1 es un asteroide perteneciente al cinturón de asteroides, región del sistema solar que se encuentra entre las órbitas de Marte y Júpiter, descubierto el 6 de diciembre de 1993 por Seiji Ueda y el astrónomo Hiroshi Kaneda desde el Kushiro Marsh Observatory, Hokkaido, Japón.

## Designación y nombre
Designado provisionalmente como 1993 XS1.

## Características orbitales
1993 XS1 está situado a una distancia media del Sol de 2,459 ua, pudiendo alejarse hasta 2,788 ua y acercarse hasta 2,129 ua. Su excentricidad es 0,134 y la inclinación orbital 6,538 grados. Emplea 1408,05 días en completar una órbita alrededor del Sol.
Pertenece a la familia de asteroides de (4) Vesta.

## Características físicas
La magnitud absoluta de 1993 XS1 es 13,33. Tiene 4,518 km de diámetro y su albedo se estima en 0,498.